# انحياز المقارنة الاجتماعية
انحياز المقارنة الاجتماعية أو نزعة المقارنة الاجتماعية  (بالإنجليزية: Social comparison bias)‏ هي وجود مشاعر كراهية والتنافسية مع من يعتقد أن له أفضلية جسدية أو عقلية.

## المقدمة
تبني الحالة المزاجية لغالبية الناس في المجتمع بسبب أدائهم الجيد مقارنة بالأشخاص الآخرين في بيئتهم، ويحدث انحياز المقارنة الاجتماعية هذا في المجتمع اليومي بانتظام. يمكن تعريف انحياز المقارنة الاجتماعية على أنه مشاعر كره وتنافسية مع شخص ما بصورة جسدية أو عقلية، ويمكن مقارنة ذلك بالمقارنة الاجتماعية التي يُعتقد أنها أساسية لدوافع الإنجاز ومشاعر الظلم والاكتئاب والغيرة ورغبة الناس في البقاء في علاقات أو وظائف. غالبًا ما يتنافس الناس للحصول على أفضل الدرجات وأفضل الوظائف وأفضل المنازل. في كثير من الحالات، يكون انحياز المقارنة الاجتماعية واضحًا إلى حد ما. على سبيل المثال، يمكن للمرء أن يقارن بين المتاجر الصغيرة التي يتكرر وجودها ومتاجر المصممين لرفاقه، وقد تثير هذه المقارنات مشاعر الاستياء والغضب والحسد مع هذا النظير. انحياز المقارنة الاجتماعية هذا يشمل الثروة والوضع الاجتماعي. يقوم البعض منا بإجراء مقارنات اجتماعية، لكننا غير مدركين لها إلى حد كبير. في معظم الحالات، نحاول أن نقارن أنفسنا بمن في مجموعتنا النظيرة أو الذين نتشابه معهم.

## الأبحاث
هناك العديد من الدراسات التي تدور حول المقارنة الاجتماعية وآثارها على الصحة العقلية، وتضمنت إحدى الدراسات العلاقة بين الاكتئاب والمقارنة الاجتماعية. بحثا ثوايت وداغان في المتغيرات المتوسطة في العلاقة بين المقارنة الاجتماعية والاكتئاب، وبحثا أيضًا في العلاقة بين المقارنة الاجتماعية والاكتئاب باستخدام إطار تطوري، وقد افترضوا أن الاكتئاب كان بسبب المقارنات الاجتماعية التي قام بها الناس. استخدم الباحثون لقياس الاكتئاب لدى المشاركين اختبار تقدير للذات يسمى استبيان السمات الذاتية الذي أنشأه بيلهام وسوان في عام 1989. يتألف الاختبار من تصنيفات مقياس ليكرت المكونة من 10 نقاط على 10 أبعاد مقارنة اجتماعية فردية (مثل الذكاء والمهارات الاجتماعية وروح الفكاهة)، وأضيفت أسئلة لاستكشاف المعتقدات المتعلقة بأهمية أبعاد المقارنة الاجتماعية. جُمعت البيانات من عينة سريرية مجمعة وعينة غير سريرية تضم 174 شخصًا. وخلصوا إلى أن المقارنة الاجتماعية لها علاقة بالاكتئاب بناءً على البيانات التي جمعوها، حيث كان لدى الأشخاص الذين ساهموا في المقارنات الاجتماعية مستوى أعلى من الاكتئاب مقارنة بالأشخاص الذين نادراً ما استخدموا المقارنة الاجتماعية.

## الآثار المعرفية
أحد الأعراض الرئيسية التي يمكن أن تحدث مع انحياز المقارنة الاجتماعية هو الاضطراب العقلي للاكتئاب. عادة ما يُشخص الاكتئاب أثناء مواجهة سريرية باستخدام معايير المجلد الرابع (DSM-IV) للدليل التشخيصي الإحصائي للاضطرابات العقلية. تشمل الأعراض المزاج المكتئب واليأس وصعوبات النوم. يمكن أن يحدث الاكتئاب السريري بسبب العديد من العوامل في حياة الشخص. الاكتئاب هو أكثر الأمراض العقلية شيوعا المرتبطة بانحياز المقارنة الاجتماعية، كما أن له تفسير بيولوجي بسبب فقدان الناس الأمل في الحياة. يحدث هذا بسبب الدماغ نتيجة انخفاض حجم الحصين وانخفاض مستويات السيروتونين التي تنتشر في المخ. تشمل الأعراض السلبية الأخرى المرتبطة بانحياز المقارنة الاجتماعية التفكير في الانتحار. يمكن أن يحدث تفكير الانتحار بسبب انحياز المقارنة الاجتماعية لأن الأشخاص الذين يقارنون أنفسهم بأشخاص ينظر إليهم بأنهم أفضل منهم، فيصابون بالإحباط الذهني لاعتقادهم بأنه لايمكنهم الوصول إلى نفس المستوى أو أن ينظروا إلى طريقة معينة تؤدي إلى تدني احترام الذات. تدني احترام الذات هو أحد العوامل الرئيسية للتفكير في الانتحار.

## في وسائل الإعلام
وسائل الإعلام الرئيسية هي أيضا أحد الأسباب المساهمة في المقارنات الاجتماعية. في كل مكان يذهب المرء إليه، تحاول الإعلانات إيضاح صور الجمال الموجودة، وتظهر المجلات والإعلانات التجارية واللوحات الإعلانية ما يفترض أن تبدو عليه مظاهر الجمال. عندما يرى جيل متزايد من الشباب والكبار ذلك، فإنهم يقارنون أنفسهم اجتماعيًا بتلك الإعلانات التي يرونها من حولهم، كما يتعرض الناس للانتقاد عندما لا يشبهون النماذج الموجودة في المجلة أو على التلفزيون. يمكن أن تسبب مقارنة النفس بالناس في وسائل الإعلام بعض الآثار السلبية وتسبب القلق والضغط النفسي واضطرابات الأكل. نظرًا لكون وسائل الإعلام تلعب جزءًا مهمًا لجيلنا، فإن عدم تقدير الذات ورسم الصور السلبية للنفس يؤثران على المجتمع في الحوادث المأساوية بما في ذلك الانتحار وإيذاء النفس.
المقارنة الاجتماعية مع الآخرين سواء على التلفزيون والمجلات يمكن أن تجعل الناس يفقدون ثقتهم في أنفسهم وتعرضهم للضغط في محاولة جعلهم مثاليين وتحقيق ما يتوقعه المجتمع منهم. في تجربة لدراسة صورة جسم المرأة بعد مقارنة نفسها بأنواع مختلفة من النماذج، كانت صورة الجسم سلبية بدرجة أكبر بعد عرض صور وسائط رفيعة مقارنة بعرض صور النماذج متوسطة الحجم أو النماذج ذات الحجم الزائد.

## وسائل التواصل الاجتماعي
وسائل التواصل الاجتماعي هي المصدر الرئيسي للأخبار والقصص الجديدة، حيث يمكن للناس التواصل مع أشخاص من جميع أنحاء العالم والتعلم بطرق جديدة، ومن السهل رؤية حياة الناس الخاصة على شبكة عامة. ومع ذلك، فإن الشبكات الاجتماعية مثل فيسبوك تجعل مشاهدة الحياة اليومية لشخص ما بسيطة مثل إرسال طلب. يتعرض المجتمع لحياة الجميع وبدأ الناس في مقارنة أنفسهم مع أصدقائهم على فيسبوك. من السهل تسجيل الدخول ورؤية شخص يتفاخر بنجاحه أو متعلقاته الجديدة فيجعلك تشعر بالسوء تجاه نفسك. في الدراسات الحديثة، ربط الباحثون الفيسبوك بالاكتئاب في جيل وسائل التواصل الاجتماعي، كما قد يبدأون في تدني احترام الذات عند رؤية أصدقائهم عبر الإنترنت لديهم حياة أكثر إثارة وشعبية أكبر. يمكن أن يؤدي انحياز المقارنة الاجتماعية بين مستخدمي الشبكات الاجتماعية عبر الإنترنت إلى جعل الناس يفكرون في أن حياتهم غير مرضية كما يريدون، حيث يرون الصور أو الحالات حول الترقيات الوظيفية أو وظائف جديدة والإجازات والعلاقات الجديدة والنزهات الممتعة. يمكن أن يؤثر هذا بشكل إدراكي على احترام الناس لذاتهم ويسبب الاكتئاب. وجدت إحدى الدراسات أنه كلما زاد الوقت الذي يقضيه المستخدمون على فيسبوك كل أسبوع، زاد اعتقادهم بأن الآخرين كانوا أكثر سعادة وحياة أفضل من حياتهم.

## انحياز المقارنة الاجتماعية في الفصول الدراسية
المقارنات الاجتماعية أيضًا مهمة جدًا في النظام المدرسي. الطلاب وفقًا لمستواهم الدراسي يتنافسون جدًا بشأن الدرجات التي يتلقونها مقارنة برفاقهم. لا تؤثر المقارنات الاجتماعية فقط على مفاهيم الطلاب الذاتية ولكنها تؤثر أيضًا على تحسن أدائهم. تؤدي عملية المقارنة الاجتماعية هذه إلى انخفاض مفهوم الذات عندما يكون مستوى الفصل مرتفعًا وإلى ارتفاع مفهوم الذات عندما يكون مستوى الفصل منخفضًا. لذلك، يمكن لطالبين ذوي أداء متساوٍ في مجال ما تطوير مفاهيم ذاتية مختلفة عندما ينتمون إلى فصول مختلفة بمستويات أداء مختلفة. قد يشعر الطلاب بالغيرة أو التنافسية عندما يتعلق الأمر بالدرجات والدخول إلى كليات وجامعات أفضل من غيرهم. يمكن أن تحفز المقارنة الاجتماعية الطلاب أيضًا على القيام بعمل جيد لأنهم يرغبون في مواكبة رفاقهم.

## الاستنتاج
يمكن أن يحدث انحياز المقارنة الاجتماعية في حياة الناس اليومية سواء كان ذلك على مواقع الشبكات الاجتماعية أو في وسائل الإعلام أو في المجتمع فيما يتعلق بالثروة والوضع الاجتماعي أو في النظام المدرسي. يمكن أن يكون سلبيًا على الصحة العقلية للمرء بسبب زيادة مخاطر الاكتئاب والتفكير في الانتحار والاضطرابات النفسية الأخرى. إن المقارنة الاجتماعية في هذا الجيل موجودة في كل مكان، حيث يدور المجتمع حول مقارنة أنفسنا ببعضنا البعض إذا كنا نرغب في الحصول على تقدير أعلى للذات أو محاولة تحسين أنفسنا. مع كون المقارنة الاجتماعية في غاية الأهمية، إلا أنها تؤدي إلى انحياز المقارنة الاجتماعية وتتسبب في آثار سلبية في حياة الشخص. مع البحث الذي عُثر عليه، ثبت أن الفرضية صحيحة وتفيد أن الاكتئاب له علاقة بالمقارنة الاجتماعية التي يشارك فيها الأشخاص داخل المجتمع.